# Светско првенство у пливању у малим базенима 1993.
Светско првенство у пливању у малим базенима 1993. (енгл. 1993 FINA Short Course Swimming World Championships; шп. Campeonato Mundial de Natación en Piscina Corta de 1993) је било прво светско првенство у пливању у малим базенима (базени дужине 25 метара) одржано у организацији Међународне федерације водених спортова (FINA). Такмичење је одржано у периоду 2 — 5. децембра 1993, на базену спортског комплекса Piscina Son Moix у шпанском граду Палма де Маљорка. Учестовало је укупно 313 пливача из 46 земаља, који су се такмичили у укупно 32 дисциплине (по 16 у обе конкуренције).
Најуспешнија нација на првенству била је Кина, чији спортисти су освојили 10 златних медаља, на другом месту је била репрезентација Сједињених Држава са 7, а трећа Аустралија са 4 златне медаље. На листи освајача медаља се нашла укупно 21 репрезентација. Код жена су најуспешније појединачно биле Кинескиње Ле Ђингји са 5 златних и Дај Гуохунг са 4 злата и 1 сребром, док се  код мушкараца са 3 златне медаље истакао Трип Швенк из Сједињених Држава.
Током трајања првенства испливано је 12 нових светских рекорда, од чега 10 у женској и 2 у мушкој конкуренцији.

## Освајачи медаља

### Мушкарци
| Дисциплина         |                                                                       | Резултат   |                                                                              | Резултат   |                                                                      | Резултат   |
| 50 м слободно      | Марк Фостер Велика Британија                                          | 21.84      | Ху Бин Кина                                                                  | 21.93      | Роберт Абернети Аустралија                                           | 21.97      |
| 100 м слободно     | Фернандо Шерер Бразил                                                 | 48.38      | Густаво Боржес Бразил                                                        | 48.42      | Џон Олсен Сједињене Државе                                           | 48.49      |
| 200 м слободно     | Анти Касвио Финска                                                    | 1:45.21    | Трент Бреј Нови Зеланд Артур Војдат Пољска                                   | 1:45.53    | није додељена                                                        |            |
| 400 м слободно     | Данијел Ковалски Аустралија                                           | 3:42.95    | Анти Касвио Финска                                                           | 3:42.98    | Пол Палмер Велика Британија                                          | 3:45.07    |
| 1.500 м слободно   | Данијел Ковалски Аустралија                                           | 14:42.04   | Јерг Хофман Немачка                                                          | 14:53.09   | Пјотр Албињски Пољска                                                | 14:53.97   |
|                    |                                                                       |            |                                                                              |            |                                                                      |            |
| 100 м леђно        | Трип Швенк Сједињене Државе                                           | 52.98      | Мартин Херис Велика Британија                                                | 53.93      | Родолфо Фалкон Куба                                                  | 54.00      |
| 200 м леђно        | Трип Швенк Сједињене Државе                                           | 1:54.19    | Лука Бјанки Италија                                                          | 1:55.09    | Стефан Мане Белгија                                                  | 1:55.68    |
|                    |                                                                       |            |                                                                              |            |                                                                      |            |
| 100 м прсно        | Фил Роџерс Аустралија                                                 | 59.56      | Рон Декер Холандија                                                          | 59.95      | Сет ван Нерден Сједињене Државе                                      | 1:00.08    |
| 200 м прсно        | Ники Гилингем Велика Британија                                        | 2:07.91 KР | Фил Роџерс Аустралија                                                        | 2:08.32    | Ерик Вундерлич Сједињене Државе                                      | 2:08.49    |
|                    |                                                                       |            |                                                                              |            |                                                                      |            |
| 100 м делфин       | Милош Милошевић Хрватска                                              | 52.79      | Марк Хендерсон Сједињене Државе                                              | 52.92      | Рафал Шукала Пољска                                                  | 52.94      |
| 200 м делфин       | Франк Еспозито Француска                                              | 1:55.42    | Кристијан Келер Немачка                                                      | 1:55.75    | Крис Карол Бремер Немачка                                            | 1:56.86    |
|                    |                                                                       |            |                                                                              |            |                                                                      |            |
| 200 м мешовито     | Кристијан Келер Немачка                                               | 1:56.80    | Фрејзер Вокер Велика Британија                                               | 1:58.35 НР | Кертис Мајден Канада                                                 | 1:59.27    |
| 400 м нешовито     | Кертис Мајден Канада                                                  | 4:10.41    | Сергеј Марињук Молдавија                                                     | 4:11.96    | Петери Лехтинен Финска                                               | 4:12.33    |
|                    |                                                                       |            |                                                                              |            |                                                                      |            |
| 4 × 100 м слободно | Бразил Фернандо Шерер Теофило Фереира Густаво Боржес Хозе Карлос Соза | 3:12.11 СР | Сједињене Државе Дејвид Фокс Сет Пепер Џон Олсен Марк Хендерсон              | 3:12.68    | Русија Роман Шчогољев Владислав Куликов Владимир Предкин Јуриј Мухин | 3:15.56    |
| 4 × 200 м слободно | Шведска Кристер Валин Томи Вернер Ларс Фреландер Андерс Холмерц       | 7:05.92    | Немачка Кристијан Трегер Кристијан Келер Крис Карол Бремер Јерг Хофман       | 7:08.63    | Бразил Густаво Боржес Теофило Фереира Хозе Карлос Соза Касјано Леал  | 7:09.38 KР |
| 4 × 100 м мешовито | Сједињене Државе Трип Швенк Сет ван Нерден Марк Хендерсон Џон Олсен   | 3:32.57 СР | Шпанија Карлос Вентоса Серхио Лопез Миро Хоакин Фернандез Хосе Марија Рохано | 3:36.92    | Велика Британија Мартин Херис Ник Гилингем Мајк Фибенс Марк Фостер   | 3:37.27    |

### Жене
| Дисциплина         |                                               | Резултат   |                                                             | Резултат |                                                                       | Резултат |
| 50 м слободно      | Ле Ђингји Кина                                | 24.23 СР   | Ејнџел Мартино Сједињене Државе                             | 24.93    | Линда Олофсон Шведска                                                 | 25.21    |
| 100 м слободно     | Ле Ђингји Кина                                | 53.01 СР   | Ејнџел Мартино Сједињене Државе                             | 53.39    | Карен Пикеринг Велика Британија                                       | 54.39    |
| 200 м слободно     | Карен Пикеринг Велика Британија               | 1:56.25    | Сузи Онил Аустралија                                        | 1:57.16  | Лу Бин Кина                                                           | 1:57.71  |
| 400 м слободно     | Џенет Еванс Сједињене Државе                  | 4:05.64    | Трина Џексон Сједињене Државе                               | 4:07.49  | Џули Мајер Аустралија                                                 | 4:07.91  |
| 800 м слободно     | Џенет Еванс Сједињене Државе                  | 8:22.43    | Џули Мајер Аустралија                                       | 8:26.46  | Трина Џексон Сједињене Државе                                         | 8:27.50  |
|                    |                                               |            |                                                             |          |                                                                       |          |
| 100 м леђно        | Ејнџел Мартино Сједињене Државе               | 58.50 СР   | Хе Цихунг Кина                                              | 1:00.13  | Ели Овертон Аустралија                                                | 1:00.18  |
| 200 м леђно        | Хе Цихунг Кина                                | 2:06.09 СР | Ђа Јуенјуен Кина                                            | 2:07.95  | Кален Рунд Немачка                                                    | 2:09.59  |
|                    |                                               |            |                                                             |          |                                                                       |          |
| 100 м прсно        | Дај Гуохунг Кина                              | 1:06.58 СР | Линли Фрејм Аустралија                                      | 1:07.65  | Саманта Рајли Аустралија                                              | 1:07.77  |
| 200 м прсно        | Дај Гуохунг Кина                              | 2:21.99 СР | Хитоми Маехара Јапан                                        | 2:24.45  | Саманта Рајли Аустралија                                              | 2:24.75  |
|                    |                                               |            |                                                             |          |                                                                       |          |
| 100 м делфин       | Сузи Онил Аустралија                          | 59.19      | Љу Лимин Кина                                               | 59.24    | Кристи Кругер Сједињене Државе                                        | 59.53    |
| 200 м делфин       | Љу Лимин Кина                                 | 2:08.51    | Сузи Онил Аустралија                                        | 2:09.08  | Петрија Томас Аустралија                                              | 2:09.40  |
|                    |                                               |            |                                                             |          |                                                                       |          |
| 200 м мешовито     | Алисон Вагнер Сједињене Државе                | 2:07.79 СР | Дај Гуохунг Кина                                            | 2:09.21  | Ели Овертон аустралија                                                | 2:10.51  |
| 400 м мешовито     | Дај Гуохунг Кина                              | 4:29.00 СР | Алисон Вагнер Сједињене Државе                              | 4:31.76  | Џули Мајер Аустралија                                                 | 4:37.50  |
|                    |                                               |            |                                                             |          |                                                                       |          |
| 4 × 100 м слободно | Кина Лу Бин Шан Јинг Ђа Јуенјуен Ле Ђингји    | 3:35.97 СР | Шведска Еленор Свенсон Линда Олофсон Сузане Лев Ловис Јенке | 3:39.41  | Сједињене Државе Ејнџел Мартино Сара Перони Кристи Кругер Пејџ Вилсон | 3:40.40  |
| 4 × 200 м слободно | Кина Шан Јинг Џоу Гуанбин Ле Ђингји Лу Бин    | 7:52.45 СР | Аустралија Тами Брус Ели Овертон Ана Виндзор Сузи Онил      | 7:56.52  | Сједињене Државе Пејџ Вилсон Сара Перони Трина Џексон Џенет Еванс     | 8:02.99  |
| 4 × 100 м мешовито | Кина Ле Ђингји Хе Цихунг Љу Лимин Дај Гуохунг | 3:57.73 СР | Аустралија Ели Овертон Линли Фрејм Петрија Томас Сузи Онил  | 4:00.17  | Сједињене Државе Ејнџел Мартино Кели Кинг Кристи Кругер Сара Перони   | 4:01.30  |

## Биланс медаља
| Позиција    | Држава           | Злато | Сребро | Бронза | Укупно |
| ----------- | ---------------- | ----- | ------ | ------ | ------ |
| 1           | Кина             | 10    | 5      | 1      | 16     |
| 2           | Сједињене Државе | 7     | 6      | 8      | 21     |
| 3           | Аустралија       | 4     | 7      | 8      | 19     |
| 4           | Велика Британија | 3     | 2      | 3      | 8      |
| 5           | Бразил           | 2     | 1      | 1      | 4      |
| 6           | Њемачка          | 1     | 3      | 2      | 6      |
| 7           | Шведска          | 1     | 1      | 1      | 3      |
| 7           | Финска           | 1     | 1      | 1      | 3      |
| 9           | Канада           | 1     | 0      | 1      | 2      |
| 10          | Хрватска         | 1     | 0      | 0      | 1      |
| 10          | Француска        | 1     | 0      | 0      | 1      |
| 12          | Пољска           | 0     | 1      | 2      | 3      |
| 13          | Нови Зеланд      | 0     | 1      | 0      | 1      |
| 13          | Јапан            | 0     | 1      | 0      | 1      |
| 13          | Холандија        | 0     | 1      | 0      | 1      |
| 13          | Шпанија          | 0     | 1      | 0      | 1      |
| 13          | Италија          | 0     | 1      | 0      | 1      |
| 13          | Молдавија        | 0     | 1      | 0      | 1      |
| 19          | Белгија          | 0     | 0      | 1      | 1      |
| 19          | Куба             | 0     | 0      | 1      | 1      |
| 19          | Русија           | 0     | 0      | 1      | 1      |
| Укупно (21) | Укупно (21)      | 32    | 33     | 31     | 96     |